# Fabrizio Ravanelli
Fabrizio Ravanelli   (Perusa, 11 de desembre de 1968) és un exfutbolista i entrenador de futbol italià que va jugar en una dotzena de clubs europeus, entre els quals hi ha l'Associazione Calcio Perugia, la Juventus FC, Lazio, Marsella, Middlesbrough FC i Derby County. La seva posició era de davanter centre.
Ravanelli era conegut amb el sobrenom de «Penna Bianca» degut al seu cabell blanc.

## Carrera

### Equips
| Equip         | Equip                 | Equip          | Lliga   | Lliga | Copa                           | Copa                           | Continental | Continental | Total   | Total |
| Temporada     | Equip                 | Lliga          | Partits | Gols  | Partits                        | Gols                           | Partits     | Gols        | Partits | Gols  |
| Itàlia        | Itàlia                | Itàlia         | Lliga   | Lliga | Coppa Italia                   | Coppa Italia                   | Europa      | Europa      | Total   | Total |
| ------------- | --------------------- | -------------- | ------- | ----- | ------------------------------ | ------------------------------ | ----------- | ----------- | ------- | ----- |
| 1986–87       | Perugia Calcio        | Serie C2       | 26      | 5     | ?                              | ?                              | -           | -           | ?       | ?     |
| 1987–88       | Perugia Calcio        | Serie C2       | 32      | 23    | ?                              | ?                              | -           | -           | ?       | ?     |
| 1988–89       | Perugia Calcio        | Serie B        | 32      | 13    | ?                              | ?                              | -           | -           | ?       | ?     |
| 1989–90       | US Avellino           | Serie B        | 7       | 0     | ?                              | ?                              | -           | -           | ?       | ?     |
| 1989–90       | Casertana             | Serie C1       | 27      | 12    | ?                              | ?                              | -           | -           | ?       | ?     |
| 1990–91       | Reggiana              | Serie B        | 34      | 16    | ?                              | ?                              | -           | -           | ?       | ?     |
| 1991–92       | Reggiana              | Serie B        | 32      | 8     | ?                              | ?                              | -           | -           | ?       | ?     |
| 1992–93       | Juventus FC           | Serie A        | 22      | 5     | 3                              | 1                              | 8           | 3           | 33      | 9     |
| 1993–94       | Juventus FC           | Serie A        | 30      | 9     | 2                              | 0                              | 6           | 3           | 38      | 12    |
| 1994–95       | Juventus FC           | Serie A        | 33      | 15    | 9                              | 6                              | 11          | 9           | 53      | 30    |
| 1995–96       | Juventus FC           | Serie A        | 26      | 12    | 2                              | 1                              | 7           | 5           | 36      | 17    |
| Anglaterra    | Anglaterra            | Anglaterra     | Lliga   | Lliga | FA Cup/League Cup              | FA Cup/League Cup              | Europa      | Europa      | Total   | Total |
| 1996–97       | Middlesbrough FC      | Premier League | 33      | 16    | 7/8                            | 6/9                            | -           | -           | 48      | 31    |
| 1997–98       | Middlesbrough FC      | First Division | 2       | 1     | 0                              | 0                              | -           | -           | 2       | 1     |
| França        | França                | França         | Lliga   | Lliga | Copa francesa/Copa de la Lliga | Copa francesa/Copa de la Lliga | Europa      | Europa      | Total   | Total |
| 1997–98       | Olympique de Marsella | Ligue 1        | 21      | 9     | 1/3                            | 0/0                            | -           | -           | 25      | 9     |
| 1998–99       | Olympique de Marsella | Ligue 1        | 29      | 13    | 1/1                            | 1/0                            | 7           | 1           | 38      | 15    |
| 1999–00       | Olympique de Marsella | Ligue 1        | 14      | 6     | 0/0                            | 0/0                            | 4           | 1           | 18      | 7     |
| Itàlia        | Itàlia                | Itàlia         | Lliga   | Lliga | Coppa Italia                   | Coppa Italia                   | Europa      | Europa      | Total   | Total |
| 1999–00       | SS Lazio              | Serie A        | 16      | 2     | 5                              | 2                              | -           | -           | 21      | 4     |
| 2000–01       | SS Lazio              | Serie A        | 11      | 2     | 4                              | 2                              | 6           | 2           | 21      | 6     |
| Anglaterra    | Anglaterra            | Anglaterra     | Lliga   | Lliga | FA Cup/Lliga Cup               | FA Cup/Lliga Cup               | Europa      | Europa      | Total   | Total |
| 2001–02       | Derby County FC       | Premier League | 31      | 9     | 1/2                            | 1/1                            | -           | -           | 34      | 11    |
| 2002–03       | Derby County FC       | First Division | 19      | 5     | 0/0                            | 0/0                            | -           | -           | 19      | 5     |
| Escocia       | Escocia               | Escocia        | Lliga   | Lliga | Copa escocesa/Copa de la Lliga | Copa escocesa/Copa de la Lliga | Europa      | Europa      | Total   | Total |
| 2003–04       | Dundee FC             | Premier League | 5       | 0     | 0/1                            | 0/3                            | -           | -           | 6       | 3     |
| Itàlia        | Itàlia                | Itàlia         | Lliga   | Lliga | Coppa Italia                   | Coppa Italia                   | Europa      | Europa      | Total   | Total |
| 2003–04       | Perugia Calcio        | Serie A        | 15      | 6     | 2                              | 0                              | 1           | 0           | 18      | 6     |
| 2004–05       | Perugia Calcio        | Serie B        | 24      | 3     | 0                              | 0                              | -           | -           | 24      | 3     |
| Total         | Itàlia                | Itàlia         | 369     | 131   | ?                              | ?                              | ?           | ?           | ?       | ?     |
| Total         | Anglaterra            | Anglaterra     | 85      | 31    | 8/10                           | 7/10                           | -           | -           | 100     | 48    |
| Total         | França                | França         | 64      | 28    | 2/4                            | 1/0                            | 14          | 2           | 84      | 31    |
| Total         | Escòcia               | Escòcia        | 5       | 0     | 0/1                            | 0/3                            | -           | -           | 6       | 3     |
| Total carrera | Total carrera         | Total carrera  | 522     | 190   | ?                              | ?                              | ?           | ?           | ?       | ?     |

* = Va marcar 3 gols al partit de la Scottish League Cup.

### Selecció
| Selecció italiana | Selecció italiana | Selecció italiana |
| Any               | Partits           | Gols              |
| ----------------- | ----------------- | ----------------- |
| 1995              | 6                 | 4                 |
| 1996              | 8                 | 4                 |
| 1997              | 5                 | 0                 |
| 1998              | 3                 | 0                 |
| 1999              | 0                 | 0                 |
| Total             | 22                | 8                 |

## Palmarès
- 1995 - Campió d'Itàlia amb la Juventus FC
- 1995 - Copa d'Itàlia amb la Juventus
- 1996 - Champions League amb la Juventus
- 2000 - Campió d'Itàlia amb la Lazio
- 2000 - Copa d'Itàlia amb la Lazio